# Columbia (суперкомпьютер)
«Columbia» — суперкомпьютер, созданный компанией Silicon Graphics для НАСА. В 2004 году был установлен в Исследовательском центре Эймса, недалеко от Сан-Хосе (Калифорния, США). Входит в Научно-исследовательскую сеть НАСА (англ.).

## Предыстория создания. Задачи
Назван в честь экипажа, погибшего при катастрофе шаттла «Колумбия» 1 февраля 2003 года.
Главной задачей суперкомпьютера стало моделирование процесса катастрофического столкновения и слияния спиральных галактик, ведущего к образованию галактик эллиптических.

## Технические характеристики

### Описание
«Columbia» состоит из 20 узлов SGI Altix 3000, работающих под управлением операционной системы SUSE Linux Enterprise Server 9 (англ.), каждый из которых оснащён 512 процессорами Intel Itanium 2 (общее число процессоров — 10 240). Объём оперативной памяти системы — 20 ТБ, объём жёстких дисков — 440 ТБ, размер архивного хранилища данных — 10 ПБ.
Платформа Altix была выбрана благодаря опыту успешной работы с суперкомпьютером «Kalpana», позднее интегрированным в «Columbia».
Компьютеры в системе соединены между собой через 288-портовый InfiniBand-коммутатор Voltaire ISR 9288 (скорость передачи данных — до 10 Гб/с, или 1250 МБ/с), посредством протоколов 10 GigaBit Ethernet и 1 Gigabit Ethernet.
По неофициальным данным, на момент создания «Columbia» была самым мощным в мире суперкомпьютером.

### Статистика
Согласно TOP-500 быстрейших суперкомпьютеров, в 2004 году «Columbia» заняла в рейтинге вторую позицию, достигнув
результатов 51,87 терафлопс/с (иначе — 51,87 триллионов операций с плавающей запятой в секунду).
К июню 2007 года она опустилась в рейтинге до 13 места, а к июню 2008-го — до 25-й позиции.
Сейчас использование Columbia сводится на нет и больше задач отдаётся другому суперкомпьютеру НАСА — Pleiades, который в ноябре 2012 года занял 14 строчку в рейтинге TOP500.